# Antíoco (praepositus sacri cubiculi)
Antíoco (griego : Ἀντίοχος, Fl. 404-421) fue un influyente eunuco de la corte y oficial del Imperio bizantino.
Según los cronistas bizantinos, era de origen persa y había servido originalmente bajo Narses, quien ocupó el puesto de primer ministro (vuzurg framadhār) del Imperio Sasánida durante casi toda la primera mitad del siglo V. Aparece por primera vez en la corte bizantina en c.  404. En ese momento era un sirviente de la alcoba imperial (cubicularius), y aunque era joven disfrutaba del favor del emperador Arcadio (r. 395-408). Esto le permitió influir en la política imperial y le valió el puesto de tutor (baioulos) del joven heredero al trono, el futuro Teodosio II (r. 408-450). La crónica del siglo IX de Teófanes el Confesor informa erróneamente que Antíoco llegó a Constantinopla sólo después de la muerte de Arcadio en 408, habiendo sido enviado por el sah persa Yazdegerd I (r. 399-420) para vigilar al joven Teodosio. Sin embargo, puede ser que esta fuente refleje el reconocimiento de su posición como tutor imperial por Yazdegerd, a quien el moribundo Arcadio había confiado la tarea de asegurar la posición de su hijo durante su minoría. Antíoco era un cristiano celoso, y en su correspondencia con Yazdegerd logró asegurar el bienestar de los cristianos en su país de origen.
Antíoco probablemente ejerció sus funciones como tutor hasta 414, cuando la hermana de Teodosio, Pulqueria, asumió el cargo. Por c. 421, había ascendido al puesto de praepositus sacri cubiculi, jefe de la alcoba imperial y el exaltado rango de patricio. Aproximadamente en ese momento, Teodosio, a quien le molestaba su actitud condescendiente, lo despidió de sus puestos en el palacio, probablemente después del matrimonio del emperador con Aelia Eudocia. Sus propiedades fueron confiscadas y se vio obligado a retirarse como monje a la Iglesia de Santa Eufemia en Calcedonia, donde murió más tarde.  Su palacio en Constantinopla, adyacente al Hipódromo, también fue confiscado por el emperador.